# Contingência ecológica
A contingência de ambientes naturais assume que diferentes locais possuem características intrínsecas que afetam de diferentes formas a ecologia local. Dessa forma, hipóteses, generalizações, predições e previsões feitas a partir de um ambiente não necessariamente representarão a realidade encontrada em outro local.
A contingência ecológica pode ser usada para descrever o fato de que o sucesso ou fracasso de uma espécie em um determinado ambiente é influenciado pelo seu contexto ecológico. Isso significa que o mesmo tipo de espécie pode ter sucesso em um ambiente, mas falhar em outro, dependendo das condições ecológicas presentes.
Um exemplos da contingência ecológica é a capacidade de certas plantas de se adaptar às mudanças climáticas. Algumas plantas são capazes de alterar sua estrutura ou comportamento de forma a sobreviver em condições mais áridas, enquanto outras podem perder sua capacidade de competir e acabam desaparecendo.